# 豫剧
豫剧是发源于中国河南省的一个戏曲剧种，中国的五大剧种之一，中国第一大地方剧种，居中国各地域戏曲之首。豫剧以唱腔铿锵大气、抑扬有度、行腔酣畅、吐字清晰、韵味醇美、生动活泼、善于表达人物内心情感著称，凭借其高度的艺术性而广受欢迎。因早期演员用本嗓演唱，起腔与收腔时用假声翻高尾音带“讴”，又叫“河南讴”。又因其音乐伴奏用枣木梆子打拍而得名河南梆子，豫剧是在继承河南梆子的基础上，通过不断改革和创新发展起来的，中华人民共和国成立后因河南省的简称是“豫”而将该剧种定名为“豫剧”。除河南本省外，河北、山东、陕西、湖北、山西、安徽、江苏、四川、甘肃、东北、新疆、西藏、青海等各省以及台灣等地都曾有专业豫剧团分布。豫剧在台湾舞台上与歌仔戏、京剧呈三足鼎立的局面。根据2004年的统计，中国大陆的豫剧团达160个，是全中国之最。2006年5月20日，豫剧被列入第一批国家级非物质文化遗产名录。

## 历史沿革

### 起源

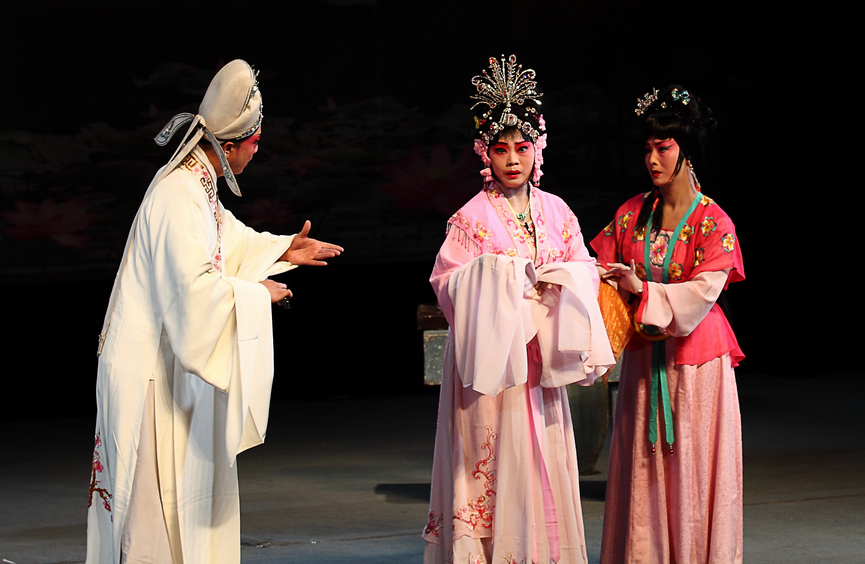
豫剧演出

关于豫剧的起源最初有三种说法。一说，由北曲弦索调直接发展而成，清代李调元的《剧话》中有的记载：“女儿腔亦名弦索腔，俗名河南调。”人们据此认为豫剧是由「弦索」直接演变而来，形成于明朝；二说，明朝中后期，在中原盛行的时尚小令基础上，吸收「弦索」等艺术精华发展而成。依据是《清稗类钞·戏剧》“土梆戏”的记载：“土梆戏者，汴人相沿之戏曲也。”；三说，明朝末期在秦腔与蒲州梆子传入河南后，与河南民歌和小调相结合而成。
但随着研究的深入，和大量资料证实，特别是相关人员在编修《中国戏曲志·河南卷》的过程中，各方面的专家进行了广泛的调查和论证，结论为河南梆子最早的诞生地是在河南开封和开封周围各县。豫剧诞生在开封，绝非偶然。这得益于开封的历史文化积淀和丰富的乐舞活动。特别是宋代，开封作为首都，勾栏瓦舍遍布全城，宋代志书《东京梦华录》有明确记载，当时有桑家瓦子、北瓦、次里瓦等，一个勾栏棚可容数千观众之多。当时在开封已经演出了大型杂剧《目连救母》。从干梆子到土梆子再到河南梆子最后演变为豫剧，就是现代豫剧发展衍变的整个脉络。

### 明清时期
据20世纪的一些老艺人回忆，他们在1912年前后学艺时，曾听师傅说河南的「内十处」和「外八处」在明清时期就流行「河南讴」。据传，豫剧最早的传授者为蒋门、徐门两家，蒋门在开封南面的朱仙镇，徐门在开封东面的清河集，都曾收徒办班。而开封的「老三班」，义成班、公议班和公兴班，传说都经历了明、清两个朝代。
豫剧作为清初大一统“梆子腔”的一个支系。十八世纪前期开始，在曲牌体中楔入十字句，名“十字调梆子腔”。后又加进“集唐”七字句，一度被称作“干梆戏”或“梆子秧腔”。随着曲牌的减少，大约在清嘉庆、道光年间基本形成以板腔为音乐主体形式的梆子戏，距今已有200余年。清朝乾隆、嘉庆年间，出现了中国戏曲史上有名的“花雅之争”。昆曲作为戏坛霸主的“雅部”，逐渐让位给产生于民间作为“花部”的各地方戏剧种。豫剧正是在这一时期逐渐壮大起来的。清咸丰至光绪年间，豫西一带有十八位演员因其唱作俱佳，被誉观众为“十八家老国公”。清光绪十年（1884年）创建于密县的密县八班是河南梆子科班，密县八班在光绪三十年（1904年）的时候聘请了豫西“十八家老国公”的部分艺人，此时新老结合，各有绝技，至民国初期名满豫西各县，人们称之为“万将无敌戏班”。清未民初，河南梆子在开封的演出已趋于成熟，《重修明皇宫碑》中记载的大量演员、班社都是演唱河南梆子的。同时，东到商丘，南到驻马店，西到义马，北到滑县，河南梆子占据了河南省的整个中心地域，梆子戏在流传过程中，在不同地区形成了不同的曲调，如祥符调（开封一带）、豫东调（商丘一带）、豫西调（洛阳一带）、沙河调（漯河一带）等。

### 民国时期

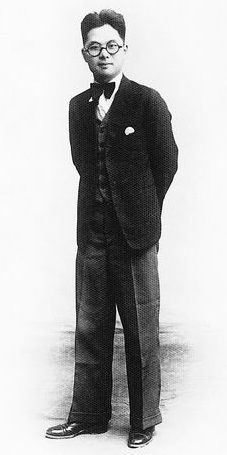
现代豫剧之父樊粹庭

辛亥革命后，河南梆子更多地进入城市演出，开封较有名的茶社，如致祥茶社、普庆茶社、澄怀茶社、庆茶社、东火神庙茶社和同乐茶社等，均争相邀聘河南子班社，义成班、天兴班、公议班、公兴班参加演出。豫剧进入茶社演唱之后，与早已进入茶社的二簧（京剧）形成了相互竞争的局面，因豫剧强大的艺术魅力，使京剧败下阵来，退出了茶社，1916年12月29日出版的《嵩岳日报》载：“汴省簧戏屡演屡辍，惟梆戏颇持久”。除省城开封之外，郑州、洛阳、信阳、商丘等地也先后出现演出河南梆子的茶社、戏园，并受到民众的热烈欢迎，叫好之声，连连不绝。
1920年代末至30年代初，开封相国寺先后建立了永安、同乐、永乐和国民四个戏院，各地豫剧演员荟萃开封，广受欢迎。民国十六年（1927年），冯玉祥主政河南，由河南省教育厅在开封成立河南游艺训练班，审编剧目，对数百名演员进行“高台教化”、“服务社会”的教育，被名家称为“河南梆剧改革的第一声”。民国十七年（1928年）省教育厅又成立了戏曲审查会，颁发各种《章程》。以樊粹庭、王镇南、邹少和、蒋文质、张介陶等为代表的一批知识分子的介入，使河南梆子舞台面貌一新。1935年河南省教育厅推广部主任樊粹庭在开封组建豫声戏剧学社，与陈素真对戏剧的科白、词句、腔调、做工、化装、行头进行改革，对豫剧的发展产生了深远的影响。这次改革因行政力量的介入，戏剧改革形成了一定的声势；镶入时代思想，提高了剧目、唱词的文学品位，发挥了唱唸做舞的综合优势，改革了旧曲，合流了唱调，创立了新腔新韵。樊粹庭还将同乐戏院改为豫声剧院，邀请陈素真、赵义庭等人组成强大的演出班子在豫声剧院售票演出，改编后的豫剧颇受欢迎，1935年5月4日出版的《河南民报》载：「每晚座无隙地」。 1936年，常香玉随周海水的豫西调戏班到开封演出，1937年主演王镇南《六部西厢》一举成名。常香玉在梆子王镇南的帮助和指导下，同年成立中州戏曲研究社，致力于豫剧改革，演新戏。并与豫声剧院的陈素真，永安舞台的司凤英，三足鼎立，各展风采。
1937年抗日战争爆发后，樊粹庭将原豫声剧院的部分人员组织起来成立狮吼剧团，宣传抗日、募捐演出，支援抗日战士，被称为热心救国之模范。1938年，开封沦陷，国民党军队炸开黄河花园口大提，黄河泛滥，民众流离失所。有不少豫剧团体进入西安，如樊粹庭领导的狮吼剧团，常香玉的香玉剧社，崔兰田的兰光剧社，还有孙老七创办的河南灾童戏剧学社等，西安成为豫剧的演出的重要阵地。还有一些演员进入安徽界首演出，如毛兰花、马金凤、阎立品等。在抗战中，各流派的演员为了谋生而到处流动，他们打破门户之见，相互搭班演出，使豫剧各流派有了更多的交流。

### 1949年之后

#### 中華人民共和國

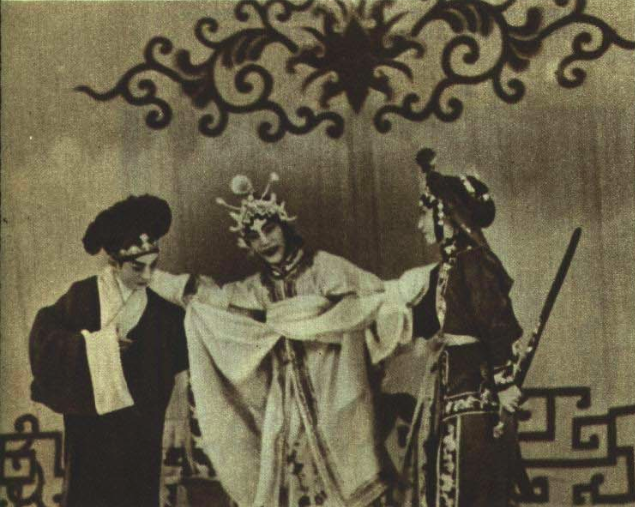
1952年豫剧《断桥》

中華人民共和國成立后，职业豫剧表演团体在大陸相继成立，新编曲目、劇目大量出现。國家攝製了大量的舞台藝術紀錄電影片、電視片，保存紀錄了許多藝術家和劇團的表演藝術。1956年3月河南豫剧院成立，9月8日，河南省文化局提出在全省挖掘整理传统剧目，并决定在年底召开河南省首届戏曲观摩演出大会。在12举行的观摩大会上，共有23个剧种参加演出，豫剧剧目几乎占演出剧目的一半。1950年代中期，全国许多省、市、自治区普遍建立豫剧职业演出团体，使豫剧已成为中国境内流布较广的戏曲剧种之一。1957年，随着反右斗争的不断扩大，全国各地有一批豫剧工作者如阎立品、陈素真都被打成右派，遭到批判。1966年，在文化大革命“破四旧”的口号中，豫剧同其他戏曲团一样，大量传统服装、道具、戏曲资料被视为封建残余而被烧毁。还有许多豫剧演员遭到批斗，如常香玉被剥夺演出权，《河南日报》对她进行批判，称之为“大戏霸”。同时，包括河南豫剧院在内的一些豫剧团被撤销或合并，在全国大力普及样板戏的形势下，豫剧工作者为豫剧移植样板戏做了大量工作，一些不适合演样板戏的演员被迫改行。从1966年到1972年这段文革时期，豫剧除了移植样板戏外，几乎没有新创做的剧目。
文革结束后，一些传统的豫剧剧目重新走上舞台，从1970年代末到1980年代这一时期，豫剧创做有了一种新的思想涌动，伴随着“伤痕文学”的脚步，豫剧出现了一些令人耳目一新的新作品。到1983年，文革时期的创造桎梏已被打破，豫剧新剧目从作品内容到表现形式、从艺术实践到理论研究等各方面都有了新的探索和实验。
进入1990年代，河南电视台自1994年开播的《梨园春》栏目以擂台赛的方式呈现在观众面前，得到广泛好评。《梨园春》栏目组在中国大陆、台湾甚至国外各地演出，使豫剧的影响力进一步扩大。2009年，中国戏曲学院首次从全国招收24名学生，组成2009豫剧本科班，豫剧首次成为大学的一门专业。2010年9月18日至9月20日，河南省文化厅一行10人赴新加坡参加2010年新加坡华族文化节，与台湾豫剧团和新加坡戏曲学院共同举办了“亚洲豫剧论坛”，成为豫剧发展史上第一次跨国举办的豫剧论坛。

#### 中華民國
豫劇自1949年隨中华民国国军輾轉播遷至台湾，意外地撒種植根，国民政府為“弘扬中華文化”，以豫剧做为中原文化典型代表，因而在台湾得到大力发扬，豫剧当时是台湾政府资助的剧种之一。但李登辉、陈水扁在台湾执政时期，大力推行本土文化，豫剧环境受到影响，财源与后继人才培养不足，观众日益减少，社会影响力有所下降。儘管如此，1994年因軍方精簡人事，僅存的豫劇隊險遭裁撤，亦是由李登輝親下口諭務必保留此表演團體，並於1996年改隸教育部。在马英九上台后，随着两岸关系的升温，豫台文化交流不断加深，豫剧在台湾的影响力进一步彰显。目前，台湾豫剧团是隶属于中华民国文化部國立傳統藝術中心的国家级公立豫剧表演团体。

##### 蒋氏父子与豫剧

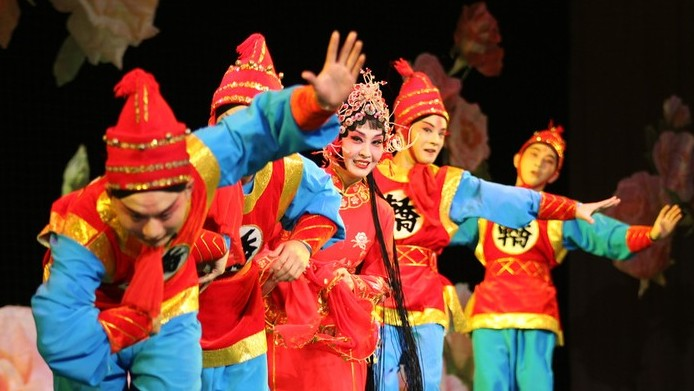
豫剧《香囊记》（《抬花轿》）

1949年4月24日，中国人民解放军进军南京，国军将领黃杰率领近四万官兵撤往越南富国岛，这些官兵多为苏、鲁、皖、豫诸省人，部队中有一军官李久濤，其太太张岫云原是唱豫剧的红角。大家号召张岫云成立剧团（后命名为“中州豫剧团”），专门为官兵们表演，以慰藉乡情。1953年，黄杰的部队迁台，划为台湾海军陆战队，驻地高雄左營。迁台后的“中州豫剧团”在时任海军陆战队司令周雨寰及夫人的关心和时任职参谋长于豪章的支持下，改组为“飞马豫剧队”。同年4月初的一天，蒋介石携夫人宋美龄在阳明山革命实践研究院的介寿堂观看了一场豫剧，在演出过程中，蒋介石连声称好，谢幕后，他脱去军帽，频频向台上招手，并对在座的政府要员说豫剧是最富教育之剧种。在1969年4月2日中國國民黨第十次全國代表大會的晚会上，蒋介石指明要看豫剧，并看完新编历史名剧《杨金花》上下全场，盛赞豫剧具有教忠教孝的意义。1974年，中国电影製片厂拍摄的豫剧电影《秦良玉》，呈献蒋介石，甚获讚赏，并令颁三军观赏。
受父亲影响，蒋经国对豫剧亦情有独钟，在他担任中华民国行政院副院长期间，就过观赏过由王海玲女士主演的多部豫剧，并向严家淦和何应钦等人推荐。1965年在飞马豫剧队要奉命解编之际，蒋经国在高雄听取了海军和陆战队的长官们的意见后，下令保留飞马豫剧队，蒋经国还想办法解决了豫剧队的经费问题。在1978年的台湾军队第14届文艺金奖会演上，总统蒋经国亲临观赏，并颁发给飞马豫剧队奖金四万元新台币。

##### 台湾豫剧发展史
依據陳芳、嚴立模所编的《台灣豫劇五十年圖志》，豫剧在台湾的發展歷程可分為五個時期：
奠基期是在1950年代，1950年元旦，由杜玉柯集合安排愛好豫劇的陸軍政戰文工體系眷屬在高雄縣鳳山鎮（今高雄市鳳山區）演出《轅門斬子》，是目前所知台灣最早的豫劇演出，同年，在陸軍呂心賢團長的支持下，創立「黃龍豫劇隊」，七年後，由鳳山調駐馬祖的芮文正發起組織「虎賁豫劇隊」，此為後來「陸光豫劇隊」前身。另外，1951年毛蘭花受邀加入、指導並成立「空軍業餘豫劇團」，又稱「大鵬豫劇隊」，1958年大鵬開辦了台灣史上第一個豫劇科班即中華民國空軍業餘豫劇團學生班（大鵬豫劇隊學生班），招收第1期學生8人，第2期學生4人，第3期學生8人后停辦。而1953年張岫雲組織的「中州豫劇隊」隨部隊輾轉由緬甸、越南來台後，改編成立「飛馬豫劇隊」，成為台灣豫劇薪火相傳的重要劇團。1959年開辦的中華民國海軍陸戰隊飛馬豫劇隊學生班是台灣史上維持最久的豫劇科班（后來改成國立國光劇藝實驗學校豫劇科），停辦前共培養出9期學生。大鵬和飛馬培養出的這幾批演員成為台灣豫劇發展的中堅力量。
整編期集中在1960年代，当时台灣軍方政戰體系開始整併各劇團，大鵬首先於1965年解散，陸光也於1971年解散，唯飛馬豫劇隊因張岫雲陳情獲時任中華民國國防部部長蔣經國下令特別照顧而特准保留。然毛蘭花、張岫雲先後離開劇團，迫使第一代豫劇科班學生立即接棒，此時國防部設置「國軍文藝金像獎」，1966年王海玲初演《花木蘭》成功，一砲而紅。此時期的演出，以競賽戲及觀摩公演為主。
轉形期約为1970年代，1971年陸光豫劇隊解編，飛馬豫劇隊吸收陸光成員，成為台灣豫劇發展的唯一重鎮。這段時期的演出重心，已從勞軍及商業性公演，轉移至國軍文藝中心每年三檔的公演，及國軍文藝金像獎競賽戲。並走向了京劇化、精緻化的路線，參考京劇的分場形式與唱唸，排演如《紅拂》（由程派名劇改編）等新戲。同時相對於飛馬「新豫劇」的表演風格，河南同鄉會附設「台北市豫剧改进会」也聘請張岫雲教戲開始演出一些改革劇目，如《桃花庵》、《平遼東》等戲的改編演出。
此時期在業餘團隊方面有豫劇改進會、鳳麟豫劇團等。豫劇改進會在1960年代由臺北市河南同鄉會成立的組織，1972年後，理事長張若鑑邀請張岫雲來教戲，並在河南同鄉會的邀請下，在節慶晚會等場合演出，演出以骨子老戲為主。鳳麟豫劇團1971年起，由李堂侗、張若鑑等人號召組織民營的職業豫劇團，計畫邀請毛蘭花加入，便以毛蘭花界首時期的藝名「鳳麟」為名，同年4月，在臺北成立鳳麟豫劇團，但最後毛蘭花沒有加入，而是由張岫雲、許貴雲為主要演出人員，在臺北的今日世界演出。1973年宣告解散。
興盛期是在1980年代，飛馬豫劇隊繼續國軍文藝中心定期公演，並活躍於各種藝文活動，提升了豫劇在藝文界的地位，其所代表的轉型意義，是從國軍文藝中心的傳統戲迷轉向新文藝觀眾群，逐漸蛻變為台灣表演藝術的重要資產。此時期的表演風格，不再強調京劇化，而是向內深掘，標榜活潑、鄉土特色，並在此基礎之上進行精緻化的處理，如《新白馬關》、《新秦香蓮》、《新洛陽橋》等骨子老戲的修整重排及新劇目《梁祝緣》、《白蓮花》的編演等。業餘團隊則有劉海燕豫劇團。劉海燕豫劇團成立於1984年，飛馬豫劇隊當家小生劉海燕離隊，1986年在臺北市社教館延平分館開設豫劇班，培養一批業餘演員後，成立捷音豫曲劇團。團長劉海燕曾於1995年邀請安陽市豫劇團的第一青衣張寶英女士率團到臺灣聯合演出。1997年更名為劉海燕豫劇團。
創發期是从1990年代至今，1990年代，飛馬先後受邀至美、德、奧、意、英等國公演，以豫劇藝術站上國際舞台。1996年，台灣軍方決定不再經營戲曲劇隊，1月1日飛馬豫劇隊從中華民國海軍陸戰隊移到中華民國教育部下，改成國立國光劇團豫劇隊，它就是現在的國營臺灣豫劇團，2008年3月6日，台湾豫剧团脫離國光劇團獨立，成为其对等机构。2012年5月20日，中华民国文化部成立后，台湾豫剧团隶属于中华民国文化部国立传统艺术中心。近年來，台湾豫剧团的演出風貌以「結合現代化與本土化，展現包容性與創新性」為發展標誌，強調豫劇的本土化，深刻融入台灣內涵。同时，跨文化或跨界创作观念成为台湾二十一世纪创作风潮，台湾豫剧团于2000年首度以意大利著名歌剧《杜兰朵公主》开创豫剧跨文化剧目，演出造成空前轰动。2009年，再度移植莎士比亚名剧《威尼斯商人》为豫剧版《约束》，此两出跨文化新作，为豫剧在台之现代化与国际化之发展，开启创作新道路。

#### 两岸豫剧交流
1990年7月，台北豫剧改进会一行40人到河南省平顶山市演出，开启了两岸豫剧交流的大幕。此后，台湾豫剧演员多次应邀到对岸演出。这一时期，被称为“单向交流时期”。1993年，两岸的豫剧交流由单向交流时期进入双向交流时期。其中1998年4月，郑州市豫剧团一行40人首次以整团的形式赴台演出。2001年之后，两岸豫剧交流进入合作时期。河南艺术家赴台排演了大批豫剧新剧目。2008年8月，河南省决定每年免费为台湾培养一批豫剧演员，扶持台湾豫剧发展。2009年，两岸合作剧目迈向国际舞台，河南艺术家与台湾豫剧团合作的豫剧大戏《约束》，赴伦敦参加“第四届英国莎士比亚双年会”，演出获得很高评价。

## 豫剧艺术

### 艺术特色

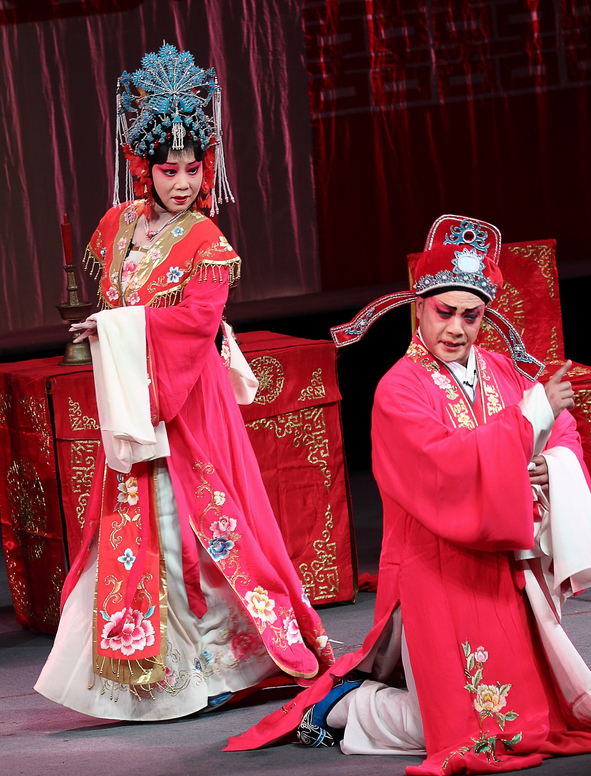
豫剧演出

豫剧艺术古今兼纳、刚柔相济、豁达宽厚、有“中和”之美。豫剧以唱见长，首先，豫剧唱腔铿锵有力，大气磅礴、抑扬有度、富有热情奔放的阳刚之气，具有强大的情感力度。其次，豫剧行腔酣畅、吐字清晰、本色自然、有血有肉、善于表达人物内心情感。再者，豫剧节奏鲜明强烈、矛盾冲突尖锐、故事情节有头有尾，再加上曲调诙谐欢快，使得豫剧不仅适合演出轻松的喜剧，它又恢宏大气故又适合演帝王将相的大场面戏，豫西调委婉动听，唱腔悲凉故很适合演悲情戏。豫剧在关键剧情上一般都安排有大板唱腔，唱腔流畅、节奏鲜明、极具挑战性，一般吐字清晰，易被观众听清，显示出特有的中原艺术魅力。

### 角色行当
豫剧的角色行当，由“生旦净丑”组成。一般称为四生、四旦、四花脸。戏班组织也是四生四旦四花脸，四兵四将四丫环，八个场面两箱官，外加四个杂役。
四生是指正生，二生，小生和武生。正生又称红生、大生、大红脸；二生又称二红脸、马上红脸；小生后来又分出娃娃生；武生又称边生。四旦是指正旦（青衣、闺门旦）、小旦（花旦）、老旦（婆旦）、彩旦（泼旦、丑旦），后来又有了帅旦、武旦（刀马旦）。四花脸是指大花脸（含白脸）、二花脸（或称武花脸、摔打花脸，以后又分出毛脸）、三花脸（丑）、黑脸。

### 艺术形式
豫剧艺术形式表现在“四功五法”上，“四功五法”是豫剧演员基本功的统称。四功是指唱、念、做、打（舞），“唱”即演唱者随剧情、人物性格、思想和情绪的发展变化用声乐技巧生动表现出来，唱要求字清腔纯，节奏准确，以字生腔，以情带腔；“念”是指念白，用接近于生活的语言，以韵律化的方式展现的对白，是具有节奏感和音乐性的戏曲对白；“做”泛指表演技巧，特指舞蹈化的形式动作；“打”是传统武术在戏曲表演中的舞蹈化体现。五法是指手、眼、身、法、步，“手”是指各种手势动作；“眼”是指各种眼神表情；“身”是指各种身段工架；“步”是指各种形式的台步；“法”则总指上述几种表演技术的规程和法则。

### 唱腔
祥符调是以开封为中心带地区流行的豫剧，为标准的中州正韵。豫东调也称为「东路梆子」、「下路调」，它是祥符调传入豫东后形成的一个地域流派，因邻接鲁南等县，亦近山东梆子，咬字较重，弦高，故有「高调梆」之称。豫西调在洛阳、郑州等地，又称之为「西府调」，音味略带秦腔，优美悦耳动听，吐字清晰，字字入耳。沙河调流行于沙河流域，这种腔调是祥符调和南阳梆子相结合的产物，在祥符调还没有流传到豫南以前，豫南淮北一带的沙河西岸，流行着南阳梆子，后来祥符调在漯河、周口一带扎下了根，又吸收了南阳梆子的精华后而形成的一个流派。高调在豫鲁冀三地交界处还有一个流派叫高调,高调与其他流派愈走愈远,最终脱离了豫剧形成了新的剧种叫大平调。

## 主要流派
| 派别 | 开创者 | 图片 | 行当           | 简介 | 代表剧目                                          |
| ---- | ------ | ---- | -------------- | --- | ------------------------------------------------- |
| 陈派 | 陈素真 |      | 青衣、刀马旦   | 陈素真首创豫剧界第一个豫剧流派”陈派“，创豫剧大慢板、将哑剧融入豫剧、并与樊粹庭进行豫剧板胡改良。唱腔古朴典雅，含蓄俏丽，表演细腻传神，规范讲究，身段优美、刚柔相济、含蓄秀美；台步行动如飘，长绸舞、水袖功、双剑舞、辫子功、羽舞、花镰舞、单剑舞、独舞、群舞、扇子功和穿衣功等美妙绝伦。 | 《梵王宫》、《宇宙锋》、《春秋配》                |
| 常派 | 常香玉 |      | 青衣、花旦     | 常派发展了豫剧清唱这种演出形式，并创立了豫剧演唱的新方法——混声唱法；唱腔字正腔圆，运气酣畅，韵味淳厚，格调新颖，以声绘情、以情带声，多彩多姿，雅俗共赏，表演刚健清新、细腻大方，内涵深邃、性格鲜明，在表达人物内在的思想感情上，细致入微，一人一貌，栩栩如生。                           | 《花木兰》、《断桥》、《红娘》                    |
| 崔派 | 崔兰田 |      | 青衣、老旦     | 崔兰田是豫西流派的杰出代表，其唱腔以下五音为体，兼用上五音，同时融会秦腔、曲剧、河北梆子、京崑等姊妹剧种的音调，唱腔旋律丰富多彩，发音长于鼻腔共鸣，音域宽广，行家总结为“气不暴，声不抢，字不逼，音不撞，形不露”；行腔朴实，较少使用花腔，表演形“静”而实动。                             | 《桃花庵》、《三上轿》、《秦香莲》                |
| 马派 | 马金凤 |      | 帅旦、老旦     | 马金凤表演细腻、洒脱、生动、逼真，唱腔高亢、明快，嗓音清脆、明亮，吐字清晰，喷口爽利，行腔稳健，韵味醇厚。以小嗓为主，大小嗓结合运用。 | 《穆桂英挂帅》、《花打朝》、《花枪缘》            |
| 阎派 | 阎立品 |      | 闺门旦、刀马旦 | 阎派唱腔体现出了“精细”的特征，注重行腔，注重意思的通达，不仅力度变化大，而且在音色变化上也有许多过人之处，明暗相宜，浓淡尽显。 | 《秦雪梅》、《游龟山》、《西厢记》                |
| 桑派 | 桑振君 |      | 青衣、花旦     | 桑派的唱腔乖巧灵动、深沉委婉、雍容富丽，以字乖音巧见长，她的偷、闪、滑、抢之技绝非信口能来。 | 《白莲花》、《桃花庵》、《对绣鞋》                |
| 唐派 | 唐喜成 |      | 须生           | 唐喜成继承了祥符调豪迈、高亢、粗犷的风格，又融入了豫剧沙河调男声笃实、刚健的演唱技艺，他的演唱虽以假声为主，但音域并不窄，而且声音宏亮，高低音衔接自然，控制自如。特别是吐字清晰，唱高腔也能保持音色的柔和悦耳。                                                                         | 《辕门斩子》、《三哭殿》、《南阳关》              |
| 张派 | 張岫雲 |      | 花旦、老旦     | 張岫雲取长补短，不断创新，她除了继承了豫剧传统演唱和表演艺术之外，还学习大量京剧的表演艺术。 | 《杨金花夺印》《平辽东》、《阴阳河》              |
| 李派 | 李斯忠 |      | 黑头           | 博采众家之长，及京剧，秦腔等艺术特点，形成了自己独特的艺术风格。唱腔特点粗犷豪迈，却又不乏细腻和儒雅。取舍有度，融会贯通，最大限度上融入了豫剧唱念做打的技巧。 | 《下陈州》 《包龙图坐监》《司马茅告状》《跪韩铺》 |

## 主要演出团体
豫剧在全国11个省有167个专业剧团，专业从业人员1万4千多人，是全国第一大地方剧种。连同民营剧团在内，共有一千六百多个剧团。
河南省：河南豫剧院以及包括开封市豫剧团、洛阳市豫剧团等在内的河南18个地市豫剧团
河北省：邯郸东风豫剧团、河北省春燕豫剧团、河北省平原青年豫剧团、邢台市豫剧团
陕西省：西安市豫剧团、咸阳市豫剧团、宝鸡市豫剧团
山东省：济南市豫剧团、济宁市豫剧团、聊城市豫剧团、菏泽市豫剧团
湖北省：襄樊市豫剧院、十堰市豫剧团、老河口市豫剧团、武汉市豫剧团、湖北省豫剧团
安徽省：毫州市豫剧团、淮北市豫剧团、濉溪豫剧团、阜阳金鹏豫剧团
四川省：四川省豫剧团 
江苏省：江苏省梆子剧团、徐州豫剧团、丰县小皇后豫剧团
甘肃省：兰州市豫剧团、甘肃省豫剧团 
山西省：太原市豫剧团、大同市豫剧团、阳泉市豫剧团 长治市豫剧团
黑龙江省：鹤岗市豫剧团、哈尔滨市豫剧团、伊春市豫剧团
新疆自治区：新疆生产建设兵团豫剧团、石河子市豫剧团、农九师豫剧团
臺灣：臺灣豫劇團

## 部分剧目
- 朝阳沟
- 七品芝麻官
- 宇宙锋
- 穆桂英挂帅
- 花木兰

## 參看
- 梨园春
- 中国豫剧节
- 香玉杯